# Remember That
Remember That – ósmy minialbum południowokoreańskiej grupy BtoB, wydany 28 marca 2016 roku przez Cube Entertainment. Płytę promował utwór „Remember That” (kor. 봄날의 기억 (Remember That)). Sprzedał się w nakładzie 54 093 egzemplarzy w Korei Południowej (stan na luty 2019).

## Lista utworów
| CD | CD                                                                    | CD                                      | CD                                        | CD                                        | CD      |
| Nr | Tytuł utworu                                                          | Tekst                                   | Kompozycja                                | Aranżacja                                 | Długość |
| -- | --------------------------------------------------------------------- | --------------------------------------- | ----------------------------------------- | ----------------------------------------- | ------- |
| 1. | „Killing Me”                                                          | Im Hyun-sik, Lee Chang-sub              | Im Hyun-sik, Simon Hassle, Benjamin Beard | Im Hyun-sik, Simon Hassle, Benjamin Beard | 3:34    |
| 2. | „Geuryeobonda (Naega Geurin Geurim)” (kor. 그려본다 (내가 그린 그림)) | 77어린이                                | Breadbeat, Shin-hyo, Wonderkid            | Breadbeat, Shin-hyo, Wonderkid            | 4:16    |
| 3. | „Bomnarui Gieok (Remember That)” (kor. 봄날의 기억 (Remember That))   | Jo Sung-ho, FERDY                       | Jo Sung-ho, FERDY                         | Jo Sung-ho, FERDY                         | 4:09    |
| 4. | „Anymore”                                                             | Im Hyun-sik                             | Seo Jae-woo, Lee Brian D                  | Seo Jae-woo, Lee Brian D                  | 3:43    |
| 5. | „So Pretty”                                                           | Seo Jae-woo, Seo Yong-bae, Jung Il-hoon | Seo Jae-woo, Seo Yong-bae                 | Seo Jaewoo, Seo Yong-bae                  | 3:21    |
| 6. | „Neo Gataseo” (kor. 너 같아서, ang. Because Like You)                 | Jeon Da-woon, Big Ssancho               | Jeon Da-woon, Big Ssancho                 | Jeon Da-woon, Big Ssancho                 | 3:55    |
| 7. | „Jaribium” (kor. 자리비움, ang. Empty Space)                          | Jung Il-hoon, IL                        | Jung Il-hoon, IL                          | Jung Il-hoon, IL                          | 2:58    |

## Notowania
| Lista                    | Pozycja |
| ------------------------ | ------- |
| Gaon Weekly Album Chart  | 1       |
| Gaon Monthly Album Chart | 5       |
| Gaon Yearly Album Chart  | 57      |
| Five Music (Tajwan)      | 9       |